# 1219年
| 千纪： | 2千纪 |
| 世纪： | 12世纪 \| 13世纪 \| 14世纪 |
| 年代： | 1180年代 \| 1190年代 \| 1200年代 \| 1210年代 \| 1220年代 \| 1230年代 \| 1240年代                                                                               |
| 年份： | 1214年 \| 1215年 \| 1216年 \| 1217年 \| 1218年 \| 1219年 \| 1220年 \| 1221年 \| 1222年 \| 1223年 \| 1224年                                                     |
| 纪年： | 己卯年（兔年）；西夏光定九年；大理天开十五年；蒙古太祖十四年；金興定三年；南宋嘉定十二年；蒲鲜万奴天泰五年；越南建嘉九年；日本建保七年，承久元年；高丽贞祐七年 |

## 大事记
- 最古老的國旗--丹麥國旗誕生。
- 元太祖成吉思汗率蒙古大軍西征花剌子模。
- 蒙古帝國與東遼國聯合王氏高麗滅亡東遼耶律喊舍政權，蒙古帝國與王氏高麗簽訂「兩國約為兄弟，萬事子孫無忘今日」的友好條約。。
- 源實朝遭暗殺，北條氏從京都迎回攝家將軍藤原賴經並輔佐之（1226年受封征夷大將軍）。
- 大馬士革蘇丹下令將耶路撒冷城牆銷毀。
- 西夏神宗派人去四川與宋朝守將聯絡，企圖聯宋侵金，南宋表示同意。
- 宋甯宗派遣將領李全、彭義斌持詔書敦請丘處機赴臨安，丘處機認為南宋皇帝有“失政之罪”，推辭未前往。
- 成吉思汗派使者劉仲祿等人攜帶詔書前往山東萊州昊天觀，奉命邀請丘處機前往蒙古帝國與成吉思汗會面，丘處機欣然同意前往。
- 崔瑀成為高丽王朝崔氏政权第二任独裁者。

## 出生
- 阿里不哥又譯阿里布哥，蒙古皇族，是成吉思汗第四子拖雷之幼子，拖雷正妻唆魯禾帖尼生，蒙哥、忽必烈、旭烈兀之弟。

## 逝世
- 2月13日——源實朝，鎌倉幕府第三代征夷大將軍。
- 崔忠獻，朝鮮半島高麗王朝中葉時期的權臣。
- 耶律喊舍，東遼君主。